# Premiul Independent Spirit pentru cel mai bun actor în rol principal

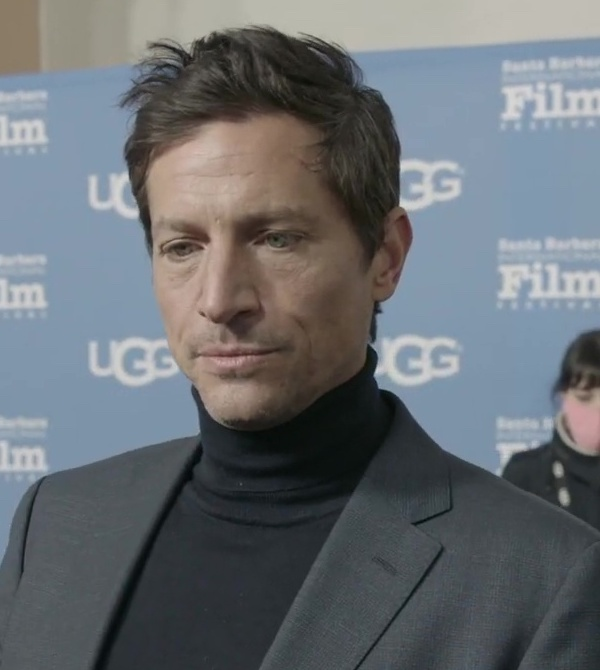
Simon Rex în 2022

Premiul Independent Spirit pentru cel mai bun actor în rol principal (în engleză Independent Spirit Award for Best Male Lead) a fost unul dintre premiile anuale acordate de Film Independent, o organizație non-profit dedicată filmelor independente și realizatorilor de film independenți. A fost acordat pentru prima dată în 1985. M. Emmet Walsh a fost primul beneficiar al premiului pentru rolul său ca investigatorul Loren Visser în Sânge pentru sânge.
Jeff Bridges și Philip Seymour Hoffman sunt singurii actori care au primit acest premiu de mai multe ori, cu câte două victorii.
Din 2022, Premiul Independent Spirit pentru cel mai bun actor în rol principal și Premiul Independent Spirit pentru cea mai bună actriță în rol principal au fost unite ca Premiul Independent Spirit pentru cel mai bun actor.
Simon Rex a primit ultimul premiu pentru rolul său din Red Rocket (2021).

## Câștigători și nominalizări

### Anii 1980
| An   | Primitor(i)        | Film                          | Rol                       |
| ---- | ------------------ | ----------------------------- | ------------------------- |
| 1985 | M. Emmet Walsh     | Sânge pentru sânge            | Investigator Loren Visser |
| 1985 | Rubén Blades       | Crossover Dreams              | Rudy Veloz                |
| 1985 | Tom Bower          | Wildrose                      | Rick Ogaard               |
| 1985 | Treat Williams     | O conversație seducătoare     | Arnold Friend             |
| 1986 | James Woods        | Salvador                      | Richard Boyle             |
| 1986 | Roberto Benigni    | Down by Law                   | Roberto                   |
| 1986 | Willem Dafoe       | Plutonul                      | Sgt. Elias                |
| 1986 | Dennis Hopper      | Catifeaua albastră            | Frank Booth               |
| 1986 | Victor Love        | Native Son                    | Bigger Thomas             |
| 1987 | Dennis Quaid       | Polițiști murdari             | Det. Remy McSwain         |
| 1987 | Spalding Gray      | Swimming to Cambodia          | Rolul său                 |
| 1987 | Terry O'Quinn      | The Stepfather                | Jerry Blake               |
| 1987 | Mickey Rourke      | Stâlp de cafenea              | Henry Chinaski            |
| 1987 | James Woods        | Best Seller                   | Cleve                     |
| 1988 | Edward James Olmos | Lecțiile                      | Jaime Escalante           |
| 1988 | Eric Bogosian      | Talk Radio                    | Barry Champlain           |
| 1988 | Harvey Fierstein   | Torch Song Trilogy            | Arnold Beckoff            |
| 1988 | Chris Mulkey       | Patti Rocks                   | Billy Regis               |
| 1988 | James Woods        | The Boost                     | Lenny Brown               |
| 1989 | Matt Dillon        | Rebelul                       | Bob Hughes                |
| 1989 | Nicolas Cage       | Sărutul vampirului            | Peter Loew                |
| 1989 | Charles Lane       | Sidewalk Stories              | Artist                    |
| 1989 | Randy Quaid        | Parents                       | Nick Laemle               |
| 1989 | James Spader       | Sex, minciuni și casete video | Graham Dalton             |

### Anii 1990
| An   | Primitor(i)           | Film                                | Rol                                     |
| ---- | --------------------- | ----------------------------------- | --------------------------------------- |
| 1990 | Danny Glover          | To Sleep with Anger                 | Harry                                   |
| 1990 | Martin Priest         | The Plot Against Harry              | Harry Plotnick                          |
| 1990 | Christopher Reid      | House Party                         | Kid                                     |
| 1990 | Michael Rooker        | Henry: Portrait of a Serial Killer  | Henry                                   |
| 1990 | Christian Slater      | Pump Up the Volume                  | Mark Hunter                             |
| 1991 | River Phoenix         | My Own Private Idaho                | Mike "Mikey" Waters                     |
| 1991 | Doug E. Doug          | Hangin' with the Homeboys           | Willie                                  |
| 1991 | Robert Duvall         | Rambling Rose                       | Daddy Hillyer                           |
| 1991 | Gary Oldman           | Rosencrantz & Guildenstern Are Dead | Rosencrantz                             |
| 1991 | William Russ          | Pastime                             | Roy Dean Bream                          |
| 1992 | Harvey Keitel         | Bad Lieutenant                      | The Lieutenant                          |
| 1992 | Craig Chester         | Swoon                               | Nathan Leopold, Jr.                     |
| 1992 | Laurence Fishburne    | Deep Cover                          | Russell Stevens / John Hull             |
| 1992 | Peter Greene          | Laws of Gravity                     | Jimmy                                   |
| 1992 | Michael Rapaport      | Zebrahead                           | Zack                                    |
| 1993 | Jeff Bridges          | American Heart                      | Jack Kelson                             |
| 1993 | Vincent D'Onofrio     | Household Saints                    | Joseph Santangelo                       |
| 1993 | Mitchell Lichtenstein | The Wedding Banquet                 | Simon                                   |
| 1993 | Matthew Modine        | Equinox                             | Henry Petosa / Freddy Ace               |
| 1993 | Tyrin Turner          | Menace II Society                   | Caine                                   |
| 1994 | Samuel L. Jackson     | Pulp Fiction                        | Jules Winnfield                         |
| 1994 | Sihung Lung           | Eat Drink Man Woman                 | Chu                                     |
| 1994 | William H. Macy       | Oleanna                             | John                                    |
| 1994 | Campbell Scott        | Mrs. Parker and the Vicious Circle  | Robert Benchley                         |
| 1994 | Jon Seda              | I Like It Like That                 | Chino Linares                           |
| 1995 | Sean Penn             | Dead Man Walking                    | Matthew Poncelet                        |
| 1995 | Nicolas Cage          | Leaving Las Vegas                   | Ben Sanderson                           |
| 1995 | Tim Roth              | Little Odessa                       | Joshua Shapira                          |
| 1995 | Jimmy Smits           | My Family                           | Jimmy Sánchez                           |
| 1995 | Kevin Spacey          | Swimming with Sharks                | Buddy Ackerman                          |
| 1996 | William H. Macy       | Fargo                               | Jerry Lundegaard                        |
| 1996 | Chris Cooper          | Lone Star                           | Sheriff Sam Deeds                       |
| 1996 | Chris Penn            | The Funeral                         | Chez                                    |
| 1996 | Tony Shalhoub         | Big Night                           | Primo                                   |
| 1996 | Stanley Tucci         | Big Night                           | Secondo                                 |
| 1997 | Robert Duvall         | The Apostle                         | Euliss "Sonny" Dewey / The Apostle E.F. |
| 1997 | Peter Fonda           | Ulee's Gold                         | Ulysses "Ulee" Jackson                  |
| 1997 | Christopher Guest     | Waiting for Guffman                 | Corky St. Clair                         |
| 1997 | Philip Baker Hall     | Hard Eight                          | Sydney Brown                            |
| 1997 | John Turturro         | Box of Moon Light                   | Al Fountain                             |
| 1998 | Ian McKellen          | Gods and Monsters                   | James Whale                             |
| 1998 | Dylan Baker           | Happiness                           | Bill Maplewood                          |
| 1998 | Nick Nolte            | Affliction                          | Wade Whitehouse                         |
| 1998 | Sean Penn             | Hurlyburly                          | Eddie                                   |
| 1998 | Courtney B. Vance     | Blind Faith                         | John Williams                           |
| 1999 | Richard Farnsworth    | The Straight Story                  | Alvin Straight                          |
| 1999 | John Cusack           | Being John Malkovich                | Craig Schwartz                          |
| 1999 | Terence Stamp         | The Limey                           | Wilson                                  |
| 1999 | David Strathairn      | Limbo                               | Joe "Jumpin" Gastineau                  |
| 1999 | Noble Willingham      | The Corndog Man                     | Ace Barker                              |

### Anii 2000
| An   | Primitor(i)            | Film                        | Rol                                  |
| ---- | ---------------------- | --------------------------- | ------------------------------------ |
| 2000 | Javier Bardem          | Before Night Falls          | Reinaldo Arenas                      |
| 2000 | Adrien Brody           | Restaurant                  | Chris Calloway                       |
| 2000 | Billy Crudup           | Jesus' Son                  | FH                                   |
| 2000 | Hill Harper            | The Visit                   | Alex Waters                          |
| 2000 | Mark Ruffalo           | You Can Count on Me         | Terry Prescott                       |
| 2001 | Tom Wilkinson          | In the Bedroom              | Matt Fowler                          |
| 2001 | Brian Cox              | L.I.E.                      | Big John Harrigan                    |
| 2001 | Ryan Gosling           | The Believer                | Danny Balint                         |
| 2001 | Jake Gyllenhaal        | Donnie Darko                | Donnie Darko                         |
| 2001 | John Cameron Mitchell  | Hedwig and the Angry Inch   | Hansel Schmidt / Hedwig Robinson     |
| 2002 | Derek Luke             | Antwone Fisher              | Antwone "Fish" Fisher                |
| 2002 | Graham Greene          | Skins                       | Mogie Yellow Lodge                   |
| 2002 | Danny Huston           | Ivans Xtc                   | Ivan Beckman                         |
| 2002 | Jeremy Renner          | Dahmer                      | Jeffrey Dahmer                       |
| 2002 | Campbell Scott         | Roger Dodger                | Roger Swanson                        |
| 2003 | Bill Murray            | Lost in Translation         | Bob Harris                           |
| 2003 | Peter Dinklage         | The Station Agent           | Finbar McBride                       |
| 2003 | Paul Giamatti          | American Splendor           | Harvey Pekar                         |
| 2003 | Ben Kingsley           | House of Sand and Fog       | Massoud Amir Behrani                 |
| 2003 | Lee Pace               | Soldier's Girl              | Calpernia Addams / Scottie           |
| 2004 | Paul Giamatti          | Sideways                    | Miles Raymond                        |
| 2004 | Kevin Bacon            | The Woodsman                | Walter                               |
| 2004 | Jeff Bridges           | The Door in the Floor       | Ted Cole                             |
| 2004 | Jamie Foxx             | Redemption                  | Stan Tookie Williams                 |
| 2004 | Liam Neeson            | Kinsey                      | Alfred Kinsey                        |
| 2005 | Philip Seymour Hoffman | Capote                      | Truman Capote                        |
| 2005 | Jeff Daniels           | The Squid and the Whale     | Bernard Berkman                      |
| 2005 | Terrence Howard        | Hustle & Flow               | DJay                                 |
| 2005 | Heath Ledger           | Brokeback Mountain          | Ennis Del Mar                        |
| 2005 | David Strathairn       | Good Night, and Good Luck.  | Edward R. Murrow                     |
| 2006 | Ryan Gosling           | Half Nelson                 | Dan Dunne                            |
| 2006 | Aaron Eckhart          | Thank You for Smoking       | Nick Naylor                          |
| 2006 | Edward Norton          | The Painted Veil            | Walter Fane                          |
| 2006 | Ahmad Razvi            | Man Push Cart               | Ahmad                                |
| 2006 | Forest Whitaker        | American Gun                | Carter                               |
| 2007 | Philip Seymour Hoffman | The Savages                 | Jon Savage                           |
| 2007 | Pedro Castaneda        | August Evening              | Jaime                                |
| 2007 | Don Cheadle            | Talk to Me                  | Petey Greene                         |
| 2007 | Frank Langella         | Starting Out in the Evening | Leonard Schiller                     |
| 2007 | Tony Leung             | Lust, Caution               | Mr. Yee                              |
| 2008 | Mickey Rourke          | The Wrestler                | Randy "The Ram" Robinson             |
| 2008 | Javier Bardem          | Vicky Cristina Barcelona    | Juan Antonio Gonzalo                 |
| 2008 | Richard Jenkins        | The Visitor                 | Walter Vale                          |
| 2008 | Sean Penn              | Milk                        | Harvey Milk                          |
| 2008 | Jeremy Renner          | The Hurt Locker             | Staff Sgt. First Class William James |
| 2009 | Jeff Bridges           | Crazy Heart                 | Otis "Bad" Blake                     |
| 2009 | Colin Firth            | A Single Man                | George Falconer                      |
| 2009 | Joseph Gordon-Levitt   | (500) Days of Summer        | Tom Hansen                           |
| 2009 | Souleymane Sy Savane   | Goodbye Solo                | Solo                                 |
| 2009 | Adam Scott             | The Vicious Kind            | Caleb Sinclaire                      |

### Anii 2010
| An   | Primitor(i)          | Film                       | Rol                         |
| ---- | -------------------- | -------------------------- | --------------------------- |
| 2010 | James Franco         | 127 Hours                  | Aron Ralston                |
| 2010 | Ronald Bronstein     | Daddy Longlegs             | Lenny Sokol                 |
| 2010 | Aaron Eckhart        | Rabbit Hole                | Howie Corbett               |
| 2010 | John C. Reilly       | Cyrus                      | John Kilpatrick             |
| 2010 | Ben Stiller          | Greenberg                  | Roger Greenberg             |
| 2011 | Jean Dujardin        | The Artist                 | George Valentin             |
| 2011 | Demián Bichir        | A Better Life              | Carlos Galindo              |
| 2011 | Ryan Gosling         | Drive                      | Driver                      |
| 2011 | Woody Harrelson      | Rampart                    | Dave Brown                  |
| 2011 | Michael Shannon      | Take Shelter               | Curtis LaForche             |
| 2012 | John Hawkes          | The Sessions               | Mark O'Brien                |
| 2012 | Jack Black           | Bernie                     | Bernie Tiede                |
| 2012 | Bradley Cooper       | Silver Linings Playbook    | Patrick "Pat" Solitano, Jr. |
| 2012 | Thure Lindhardt      | Keep the Lights On         | Erik                        |
| 2012 | Matthew McConaughey  | Killer Joe                 | Joe "Killer" Cooper         |
| 2012 | Wendell Pierce       | Four                       | Joe                         |
| 2013 | Matthew McConaughey  | Dallas Buyers Club         | Ron Woodroof                |
| 2013 | Bruce Dern           | Nebraska                   | Woody Grant                 |
| 2013 | Chiwetel Ejiofor     | 12 Years a Slave           | Solomon Northup             |
| 2013 | Oscar Isaac          | Inside Llewyn Davis        | Llewyn Davis                |
| 2013 | Michael B. Jordan    | Fruitvale Station          | Oscar Grant III             |
| 2013 | Robert Redford       | All Is Lost                | Our Man                     |
| 2014 | Michael Keaton       | Birdman                    | Riggan Thomson              |
| 2014 | André 3000           | Jimi: All Is by My Side    | Jimi Hendrix                |
| 2014 | Jake Gyllenhaal      | Nightcrawler               | Louis "Lou" Bloom           |
| 2014 | John Lithgow         | Love Is Strange            | Ben                         |
| 2014 | David Oyelowo        | Selma                      | Martin Luther King Jr.      |
| 2015 | Abraham Attah        | Beasts of No Nation        | Agu                         |
| 2015 | Christopher Abbott   | James White                | James White                 |
| 2015 | Ben Mendelsohn       | Mississippi Grind          | Gerry                       |
| 2015 | Jason Segel          | The End of the Tour        | David Foster Wallace        |
| 2015 | Koudous Seihon       | Mediterranea               | Aviva                       |
| 2016 | Casey Affleck        | Manchester by the Sea      | Lee Chandler                |
| 2016 | David Harewood       | Free in Deed               | Abe Wilkins                 |
| 2016 | Viggo Mortensen      | Captain Fantastic          | Ben Cash                    |
| 2016 | Jesse Plemons        | Other People               | David Mulcahey              |
| 2016 | Tim Roth             | Chronic                    | David Wilson                |
| 2017 | Timothée Chalamet    | Call Me by Your Name       | Elio Perlman                |
| 2017 | Harris Dickinson     | Beach Rats                 | Frankie                     |
| 2017 | James Franco         | The Disaster Artist        | Tommy Wiseau                |
| 2017 | Daniel Kaluuya       | Get Out                    | Chris Washington            |
| 2017 | Robert Pattinson     | Good Time                  | Constantine "Connie" Nikas  |
| 2018 | Ethan Hawke          | First Reformed             | Ernst Toller                |
| 2018 | John Cho             | Searching                  | David Kim                   |
| 2018 | Daveed Diggs         | Blindspotting              | Collin Hoskins              |
| 2018 | Christian Malheiros  | Sócrates                   | Sócrates                    |
| 2018 | Joaquin Phoenix      | You Were Never Really Here | Joe                         |
| 2019 | Adam Sandler         | Uncut Gems                 | Howard Ratner               |
| 2019 | Chris Galust         | Give Me Liberty            | Vic                         |
| 2019 | Kelvin Harrison Jr.  | Luce                       | Luce Edgar                  |
| 2019 | Robert Pattinson     | The Lighthouse             | Thomas Howard               |
| 2019 | Matthias Schoenaerts | The Mustang                | Roman Coleman               |

### Anii 2020
| An   | Primitor(i)               | Film                               | Rol                        |
| ---- | ------------------------- | ---------------------------------- | -------------------------- |
| 2020 | Riz Ahmed                 | Sound of Metal                     | Ruben Stone                |
| 2020 | Chadwick Boseman (postum) | Ma Rainey's Black Bottom           | Levee Green                |
| 2020 | Adarsh Gourav             | The White Tiger                    | Balram Halwai              |
| 2020 | Rob Morgan                | Bull                               | Abe                        |
| 2020 | Steven Yeun               | Minari                             | Jacob Yi                   |
| 2021 | Simon Rex                 | Red Rocket                         | Mikey Saber                |
| 2021 | Clifton Collins Jr.       | Jockey                             | Jackson Silva              |
| 2021 | Frankie Faison            | The Killing of Kenneth Chamberlain | Kenneth Chamberlain Sr.    |
| 2021 | Michael Greyeyes          | Wild Indian                        | Makwa ("Michael Peterson") |
| 2021 | Udo Kier                  | Swan Song                          | Pat Pitsenbarger           |

## Mai multe nominalizări
| 2 nominalizări - Javier Bardem - Nicolas Cage - Robert Duvall - Aaron Eckhart - James Franco - Paul Giamatti - Jake Gyllenhaal - Philip Seymour Hoffman - William H. Macy - Matthew McConaughey - Robert Pattinson - Jeremy Renner - Tim Roth - Mickey Rourke - Campbell Scott - David Strathairn | 3 nominalizări - Jeff Bridges - Ryan Gosling - Sean Penn - James Woods |

## Mai multe premii
2 premii
- Jeff Bridges
- Philip Seymour Hoffman